# Titanic (Magazin)
Die Titanic (Eigenbezeichnung: TITANIC – Das endgültige Satiremagazin) ist eine deutsche Satirezeitschrift. Sie erscheint monatlich im Titanic-Verlag in Berlin, ihr redaktioneller Sitz ist Frankfurt am Main. Die Auflage beträgt nach eigenen Angaben 37.000 Exemplare (davon 20.000 Abo-Auflage).

## Geschichte
Die Titanic wurde 1979 von ehemaligen Mitarbeitern der Satirezeitschrift pardon gegründet. Ursprünglich sollte das Magazin Die Sonne heißen, da der Name satirische und wortspielerische Rubrikentitel wie „Sonne Scheiße“ ermöglichte. Der Titel Titanic sowie der schräge Schriftzug des Logos spielen auf den Untergang der Titanic an. Die Gründerväter Robert Gernhardt, F. K. Waechter, Peter Knorr, Hans Traxler, Nikolaus Jungwirth und Chlodwig Poth waren und sind neben F. W. Bernstein, Eckhard Henscheid und Bernd Eilert die Vertreter der Neuen Frankfurter Schule.
Zur ersten Redaktion gehörten Lionel van der Meulen (Chefredakteur) und Elsemarie Maletzke, Nikolaus Jungwirth und Pavel Taussig. 1983 wurde Bernd Eilert kommissarischer Chefredakteur, und die Satiriker Richard Kähler, Achim Szymanski und Jörg Metes sowie der Grafiker Hans-Werner Saalfeld bildeten die neue Redaktion. Später stieß noch Hans Kantereit dazu, mit dem zusammen Kähler und Saalfeld in Hamburg die Zeitschrift „Mark & Bein“ herausgegeben hatten. Kähler und Kantereit gingen schließlich wieder nach Hamburg und gründeten dort die Satirezeitschrift Kowalski, Szymanski ging in die Werbung, Bernd Fritz wurde Chefredakteur. Seit Oktober 2022 ist Julia Mateus Chefredakteurin der Titanic und damit die erste Frau in dieser Position. Zur Redaktion gehören außerdem Torsten Gaitzsch, Thomas Hintner, Leonard Riegel, Laura Brinkmann, Daniel Sibbe, Sebastian Maschuw und Martina Werner.
Erster Verleger war Gerhard Sondermann bis 1987/88, als der Elefanten Press Verlag in Berlin die kurz vor der Pleite stehende Titanic übernahm.
Nach einer Änderung des Gesellschaftervertrags im Sommer 2006 wird das Heft von Achim Greser, Achim Frenz, Bernd Fritz, Oliver Maria Schmitt, Martin Sonneborn und Hans Zippert herausgegeben. Weiterer Mitgesellschafter ist der ehemalige Geschäftsführer des Titanic-Verlags, Patric Feest.
Das jahrzehntelang im Impressum der Bild-Zeitung verwendete Zitat Axel Springers, „Die Einheit des Vaterlandes in Freiheit, das ist unser Auftrag“, kontert Titanic in ihrem eigenen Impressum mit den Chlodwig Poth zugeschriebenen Worten: „Die endgültige Teilung Deutschlands – das ist unser Auftrag.“ Diesem Motto hat sich provokativ auch die 2004 aus der Titanic-Redaktion heraus gegründete Partei für Arbeit, Rechtsstaat, Tierschutz, Elitenförderung und basisdemokratische Initiative (kurz: PARTEI) verschrieben.
In ihrem 1999 herausgegebenen Titanic-Sammelband formulierten Peter Knorr und Hans Zippert zur gesellschaftskritischen Haltung des Satire-Magazins: „Die Grundhaltung der Zeitschrift ist immer gleich geblieben: Ein klares ja zum Nein! Gegen Schmidt, gegen Kohl, gegen Schröder. Gegen Unterdrückung, Diktatur, Minderheiten, Mehrheiten und Immobilienmakler. Ist die Welt deshalb besser geworden, konnte auch nur eine Katastrophe verhindert werden? […] Natürlich nicht.“ Und 2009 erklärte der einstige Chefredakteur Oliver Maria Schmitt in der Kultursendung Titel, Thesen, Temperamente eine Grundauffassung des Heftes folgendermaßen: „Titanic war eine Zeitschriftengründung nicht von Presseleuten, nicht von Journalisten, sondern von Künstlern, von Zeichnern, von Cartoonisten, von Dichtern, von Literaten. Daher ist immer auch in der dunkelsten Satire noch etwas Künstlerisches, noch etwas über den Tag hinaus Lebendes.“
Im September 2023 machte die Frankfurter Allgemeine Zeitung in einem Bericht öffentlich, dass die Titanic seit Juli 2023 zahlungsunfähig sei. Als Grund wurden unter anderem erhöhte Papier- und Versandkosten sowie Abokündigungen angegeben. Die drohende Insolvenz des Magazins konnte durch eine Rettungskampagne, die zum Abschluss von 6.000 neuen Abonnements und zahlreichen Geldspenden führte, vorerst für zumindest ein Jahr abgewendet werden.

### Chefredakteure
| Name                   | von  | bis  |
| ---------------------- | ---- | ---- |
| Lionel van der Meulen  | 1979 | 1983 |
| Bernd Eilert (interim) | 1983 | 1983 |
| Jörg Metes             | 1983 | 1987 |
| Bernd Fritz            | 1987 | 1990 |
| Hans Zippert           | 1990 | 1995 |
| Oliver Maria Schmitt   | 1995 | 2000 |
| Martin Sonneborn       | 2000 | 2005 |
| Thomas Gsella          | 2005 | 2008 |
| Leo Fischer            | 2008 | 2013 |
| Tim Wolff              | 2013 | 2018 |
| Moritz Hürtgen         | 2018 | 2022 |
| Julia Mateus           | 2022 |      |

## Rubriken

### Briefe an die Leser (seit 1979)
Seit Gründung des Magazins erscheinen – anstelle der sonst üblichen Leserbriefe – Briefe an die Leser, die von Hilke Raddatz illustriert werden. Dort schreiben Redakteure und freie Autoren in satirischer Form an Prominente oder anderswie in Erscheinung getretene Personen, an Institutionen oder auch an eher philosophische Entitäten wie den „Weltgeist“. Verantwortlich für die Rubrik ist die Redakteurin Laura Brinkmann.

### Die sieben peinlichsten Persönlichkeiten (1979 bis 1989)
Diese Rubrik gab es bis Dezember 1989. Das Wirken von je sieben bekannten Personen wurde mit satirischen Beiträgen beschrieben. In der letzten Ausgabe dieser Liste beschrieben sich sieben Redakteure selbst.

### Humorkritik (seit 1979)
Ebenfalls seit Bestehen der Titanic findet man in jeder Ausgabe die Humorkritik, die von verschiedenen Autoren verfasst wird, aber unter dem Sammelpseudonym Hans Mentz und einem verfremdeten Foto von Theodor W. Adorno erscheint. Die Rubrik wurde von 1995 bis 2013 von Oliver Maria Schmitt betreut, danach von Michael Ziegelwagner.

### Kolibri, Sondermann, Partner Titanic, 55ff (1979 bis 2017)
Kolibri war eine drei bis vier Seiten starke, in Anlehnung an WimS in pardon von Kähler und Saalfeld als Beilage aufgemachte Rubrik, die mit kleinflächigen Artikeln gefüllt war. Sie erschien bis März 1987 und fand ihre Fortführung in der Satirezeitschrift Kowalski. An ihre Stelle trat später der Abschnitt Sondermann, welcher in erster Linie Texte von Simon Borowiak und Zeichnungen von Bernd Pfarr enthielt. Eine ähnliche Funktion hatte von 1997 bis April 2012 das drei Seiten starke Partner Titanic des Duos Schiffner/Sonneborn und von August 2012 bis Februar 2017 die Rubrik 55ff – Die guten Seiten unter der Leitung von Torsten Gaitzsch.

### Walter Boehlichs Kolumne (1979 bis 2001)
Der Publizist Walter Boehlich hatte von November 1979 bis Februar 2001 eine regelmäßige Kolumne. Auf zwei Seiten wurde meist ein aktuelles politisches Thema polemisch kommentiert. Im Gegensatz zum sonstigen Heftinhalt war diese Kolumne von einer ernsten Grundhaltung geprägt. Von der letzten Kolumne existiert nur die Überschrift („Neues aus der Birthler-Behörde“) und ein Hinweis auf eine Krankheit Boehlichs. Danach schrieben verschiedene Mitarbeiter (vor allem Eckhard Henscheid) an derselben Stelle ähnliche Kommentare, seit 2008 wird die politische Kolumne überwiegend und seit 2010 regelmäßig von Stefan Gärtner verfasst.

### Max Goldts Kolumne (1989 bis 2011)
Der Schriftsteller Max Goldt veröffentlichte ab Februar 1989 über 100 erst ein-, später zweiseitige Kolumnen in der Titanic. In den ersten Jahren hieß der Titel Aus Onkel Max’ Kulturtagebuch. Nach einigen Umbenennungen und einer mehrjährigen Pause erschienen die Kolumnen von 2005 bis 2009 ohne festen Titel. Ab März 2011 kolumnierte Goldt erneut einige Male für Titanic, jedoch in unregelmäßiger Folge. Außerdem finden sich in den Kolumnen Fotos mit Bildlegenden, die in keinem Bezug zum Text stehen. Goldt veröffentlichte die meisten seiner Titanic-Kolumnen in Buchform, teilweise mehrfach.

### Heinz Strunks Kolumne (2012 bis 2021)
Der Schriftsteller Heinz Strunk veröffentlichte von März 2012 bis März 2021 Kolumnen in der Titanic. Die erste Kolumne hieß Das Strunk-Prinzip (2014 als Buch erschienen), ab 2015 Heinz Strunks Intimschatulle (2019 als Buch erschienen). Strunks Nachfolgerin ist Ella Carina Werner. Über die Einstellung seiner Kolumne beschwerte sich Strunk beim damaligen Chefredakteur in einer Mail, in der er Werner scharf kritisierte. Das Ende seiner Kolumne bezeichnete er als „Ausmusterung“ aufgrund des Geschlechterverhältnisses.

### Vom Fachmann für Kenner
Diese seit mehreren Jahren erscheinende Rubrik umfasste anfangs jeweils drei Seiten, inzwischen wurde sie jedoch auf ein bis zwei Seiten gekürzt. Versammelt sind darin Alltagsbeobachtungen, Wortspiele und Sophistereien in sachlicher Sprache, aber mit großem Witz von verschiedenen Autoren, überwiegend freien Mitarbeitern. Zahlreiche Beiträge sind in einem 2005 erschienenen Sammelband versammelt. Nach Michael Ziegelwagner, Moritz Hürtgen und Ella Carina Werner sowie Julia Mateus betreut Sebastian Maschuw seit 2022 die Rubrik.

### Weitere charakteristische Bestandteile
Wesentlicher Bestandteil der Titanic sind Karikaturen, humoristische Zeichnungen und Comics. Als Autoren haben sich dabei Robert Gernhardt, F.K. Waechter, Hans Traxler, Chlodwig Poth und F.W. Bernstein, also die Vertreter der Neuen Frankfurter Schule, hervorgetan, aber auch Künstler wie Wolfgang Herrndorf, Manfred Deix, Gary Larson, John Callahan, Ernst Kahl und Rattelschneck. Nach 2000 wurden vor allem Werke von Katz & Goldt, Greser & Lenz, Kamagurka, Rudi Hurzlmeier, Hannes Richert, Stephan Rürup, Rattelschneck, Eugen Egner und bis August 2004 Bernd Pfarr veröffentlicht.
In loser Folge erscheinen in der Titanic Deutsche Dokumente – satirische Texte, die auf Originalunterlagen fußen. Vor allem unter Chefredakteur Martin Sonneborn erschien der Titanic Telefon-Terror, Mitschnitte von Telefonaten mit (zumeist nicht prominenten) Bürgern.

## Aktionen und Kontroversen
Die Titanic ist dafür bekannt, die inhaltlichen und rechtlichen Grenzen von Satire durch Beiträge und Aktionen auszuloten:
- So erlangte die Zeitschrift im Juni 1988 Aufmerksamkeit, nachdem Teile der damaligen Redaktion als angebliche Filmfirma „Telemascop“ im Eifelort Monreal eingefallen waren und Lokalgrößen wie -presse wochenlang erfolgreich vorgaukelten, dort fürs ZDF eine Serie namens „Das Dorf“ drehen zu wollen. Diesen Vorwand wählte man, weil kurz zuvor die ARD im benachbarten Hunsrück die Erfolgsserie Heimat gedreht hatte. Das „Filmteam“ forderte umfangreiche Änderungen am Ortsbild über mehrere Jahre – unter anderem sollten vor den Ruinen von Löwen- und Philippsburg die Kulissen einer Fabrik der Firma „Wuerch“ residieren beziehungsweise eine grotesk überdimensionierte Villa. Die Titanic-Redakteure waren erstaunt ob der Willfährigkeit der örtlichen Verantwortlichen. Dies, obwohl die „Telemascop“ keine der damals üblichen Geschäftsnachweise je vorgelegt hatte und deren „Vertragsentwürfe“ stümperhaft und voller Fehler waren.[16]
- Im September 1988 nahm ihr damaliger Chefredakteur Bernd Fritz an der ZDF-Sendung Wetten, dass..? teil. Fritz behauptete, die Farbe von Buntstiften allein am Geschmack erkennen zu können. In Wahrheit gelang es ihm, unbemerkt unter den Rändern seiner Augenabdeckung hindurchzusehen. Noch vor laufenden Kameras klärte Fritz den verdutzten Moderator Thomas Gottschalk über diese Titanic-Aktion auf.[17] Die Auflage der Titanic verdoppelte sich daraufhin – allerdings nur für eine Ausgabe.
- Ein Gemälde von Wolfgang Herrndorf, das Helmut Kohl im Stil von Vermeer porträtierte, erlangte 1996 Bekanntheit und wurde als Plakat verkauft.[18] 1997 veröffentlichte der Haffmans Verlag den Wandkalender Klassiker Kohl 1998 mit zwölf satirischen Porträts von Kohl im Stil berühmter Maler, darunter Cranach, Magritte und Baselitz. Dem damaligen Bundeskanzler wurde der Kalender auf der Frankfurter Buchmesse gezeigt.[19]
- 1997 rief Martin Sonneborn mit englischem Akzent bei den drei SPD-Spitzenpolitikern Gerhard Schröder, Oskar Lafontaine und Rudolf Scharping an. Er lud sie zu einer angeblichen Wahlparty der britischen Labour Party ein. Die SPD-Zentrale gab daraufhin bekannt, dass die drei die Einladung annehmen würden. Auch an einer „Victory Jam Session“ mit Bill Clinton am Saxophon und Tony Blair an der E-Gitarre wollten die drei teilnehmen.[20]
- 1999 wollte eine gewisse Edmunda Zlep dem damaligen baden-württembergischen Wirtschaftsminister Walter Döring (FDP) in ihrem Testament ihr gesamtes Vermögen in Höhe von mehreren Millionen Mark vermachen, um seinen Parteiaufstieg zu fördern. Dahinter steckte die Titanic-Redaktion mit ihrem freien Mitarbeiter Edmund Pelz. Auch diese Erbschaftsaffäre fand in der Presse großen Widerhall; dass Döring dem Schwindel zunächst aufgesessen war, wurde ihm noch lange während seiner restlichen Amtszeit angelastet, besonders da er versucht hatte, das Geld auf sein Privatkonto übertragen zu lassen.[21]
- Im Jahre 2000 manipulierten Titanic-Redakteure durch eine Fax-Aktion mit einem gewollt dilettantischen Bestechungsversuch die Entscheidung des Weltfußballverbandes über den Austragungsort der Fußball-Weltmeisterschaft 2006: Die Enthaltung des neuseeländischen FIFA-Vertreters Charles Dempsey, die auf die „Bestechungsfaxe“ zurückgeführt wurde, bescherte womöglich Deutschland den Zuschlag. Es war allerdings wohl weniger die angebotene Kuckucksuhr nebst echtem Schwarzwälder Schinken, die Dempsey dazu bewogen hatte, seine Meinung zu ändern. Er selbst begründete seine Enthaltung damit, dass ihm der ständige Druck von allen Seiten am Ende zu viel wurde („This final fax broke my neck“). Dempsey kam durch seine Stimmenthaltung sehr unter Druck und trat daraufhin zurück. Auf einer Pressekonferenz sagte er, er wurde durch „einflussreiche europäische Interessensgruppen“ bedroht: Falls er für Südafrika stimmen würde, hätte dies negative Konsequenzen für die von ihm präsidierte Oceania Football Confederation in der Fifa.[22] In einem der wenigen Interviews in der Zeit danach sagte er: „Den Hauptausschlag für meine Entscheidung gab, dass im Kreis meiner Kollegen getuschelt wurde, ich würde Geld von der Delegation Südafrikas nehmen. Dem wollte ich mit der Enthaltung entgegentreten.“[23][24] Die Bild-Zeitung (Schlagzeile: Böses Spiel gegen Franz) rief nach Bekanntwerden der Aktion ihre Leser auf, in der Titanic-Redaktion anzurufen, um ihrer Empörung Luft zu machen.[25] Die Beschimpfungen als „Vaterlandsverräter“ und „Nestbeschmutzer“ wurden von Titanic anschließend auf einer CD veröffentlicht. Die Aktion fand ein weltweites Presseecho. Der DFB drohte mit einer Schadensersatzforderung in Höhe von 600 Millionen DM, klagte aber nie. Der damalige Chefredakteur Martin Sonneborn musste eine Unterlassungserklärung unterschreiben, diese Aktion niemals zu wiederholen. Im Jahre 2006 fand in Frankfurt am Main zu der Aktion die Ausstellung Wie Titanic einmal die Fußball-WM 2006 nach Deutschland holte statt.
- Als Reaktion auf die CDU-Spendenaffäre lockte man im Sommer 2001 den damaligen parlamentarischen Geschäftsführer der CDU, Eckart von Klaeden, mit fingierten Kontoauszügen nach Zürich.[26]
- 2002 fingierte die Titanic einen Wahlkampfstand der FDP. Eines der dabei verwendeten Plakate zeigte in einer Fotomontage die nackte FDP-Generalsekretärin Cornelia Pieper in den Armen des mecklenburg-vorpommerschen Spitzenkandidaten Peter Bond und trug die Unterschrift „FDP – die (liberale) SpaSSpartei“ (in Runenform). Ein anderes Plakat mit dem Konterfei des damaligen stellvertretenden Vorsitzenden des Zentralrats der Juden Michel Friedman trug die Unterschrift „Gib endlich Friedman – Judenfrei und Spass dabei“.
- Im Landtagswahlkampf 2003 fingierte die Titanic eine Wahlveranstaltung der SPD in Aschaffenburg und erklärte stellvertretend für die bayerische Landes-SPD: „Wir geben auf“.[27]
- 2004 wurde von Titanic-Redakteuren die PARTEI gegründet. Ihr Bundesvorsitzender ist der ehemalige Chefredakteur Martin Sonneborn. Die PARTEI nahm unter anderem an der Bundestagswahl 2005 teil; im Mai 2013 zog ein Kandidat der PARTEI, Bastian Langbehn, in die Lübecker Bürgerschaft ein.[28] In der Folgezeit errang die PARTEI zahlreiche kommunale Mandate und bekam bei der Europawahl 2014 einen Sitz im Europäischen Parlament, der an den Spitzenkandidaten Martin Sonneborn ging. Bei der Europawahl 2019 gelang neben Sonneborn auch dem Kabarettisten Nico Semsrott der Einzug ins Europaparlament.[29]
- Im November 2007 erlangte das Blatt weltweite Aufmerksamkeit mit einer fingierten Anzeige eines Lebensmitteldiscounters, auf der bekannte Produkte mit dem Foto der weltweit gesuchten Madeleine McCann verfremdet wurden. Der Autor des Beitrags Martin Sonneborn erklärte, dass es nicht um das Verschwinden dieses Kindes ging, sondern um die ungeheure Werbekampagne für das Bild der kleinen „Maddie“.[30]
- Im Februar 2014 erregte erneut ein Titelblatt des Titanic-Magazins Aufsehen. Zu sehen war ein Foto von Niki Lauda mit der Aufschrift „Exklusiv! Erstes Foto nach dem Unfall: So schlimm erwischte es Schumi“.[31] Hintergrund war der Skiunfall von Michael Schumacher, der zu diesem Zeitpunkt im Koma lag. Lauda nannte den Titel eine „bodenlose Frechheit, absolut indiskutabel und völlig pietätlos“.[32]
- Starke Aufmerksamkeit fand ein Titelblatt vom Juli 2016, auf dem der türkische Präsident Recep Tayyip Erdoğan mit offenem Hosenschlitz und einer heraushängenden Bratwurst zu sehen ist. Der Titel lautete: „Erdogan im Streß: Jetzt putscht auch noch sein Penis“. Dabei wurden Parallelen zur Böhmermann-Affäre gezogen.[33]
- Im Februar 2018 kam heraus, dass die Bild-Redaktion auf gefälschte E-Mails hereingefallen war, die offenbar von der Titanic „geleakt“ wurden.[34][35][36] Laut diesen E-Mails wurde dem Juso-Vorsitzenden Kühnert „Hilfe“ von einem russischen Staatsbürger namens „Juri“ für das Mitglieder-Votum der SPD-Mitglieder zum Koalitionsvertrag angeboten, die dieser auch angenommen hätte. Ein entsprechender Artikel wurde daraufhin veröffentlicht, er ist auf bild.de weiterhin einsehbar.[37] Im Internet wurde die Bild-Zeitung daraufhin unter dem Hashtag #miomiogate[38] ein Ziel von Spott. Mit dieser Aktion sollte offenbar gezeigt werden, dass die Bild-Redaktion eine leicht zu überprüfende Fälschung nicht erkennt und einen Artikel abdruckt, der „ihnen in die Agenda passt“.[36] Die Bild-Redaktion hatte zuvor bemängelt, dass Neumitglieder der SPD, die bei dem Votum ebenfalls abstimmen durften, nicht genau genug überprüft worden waren.[39]

## Titelbilder

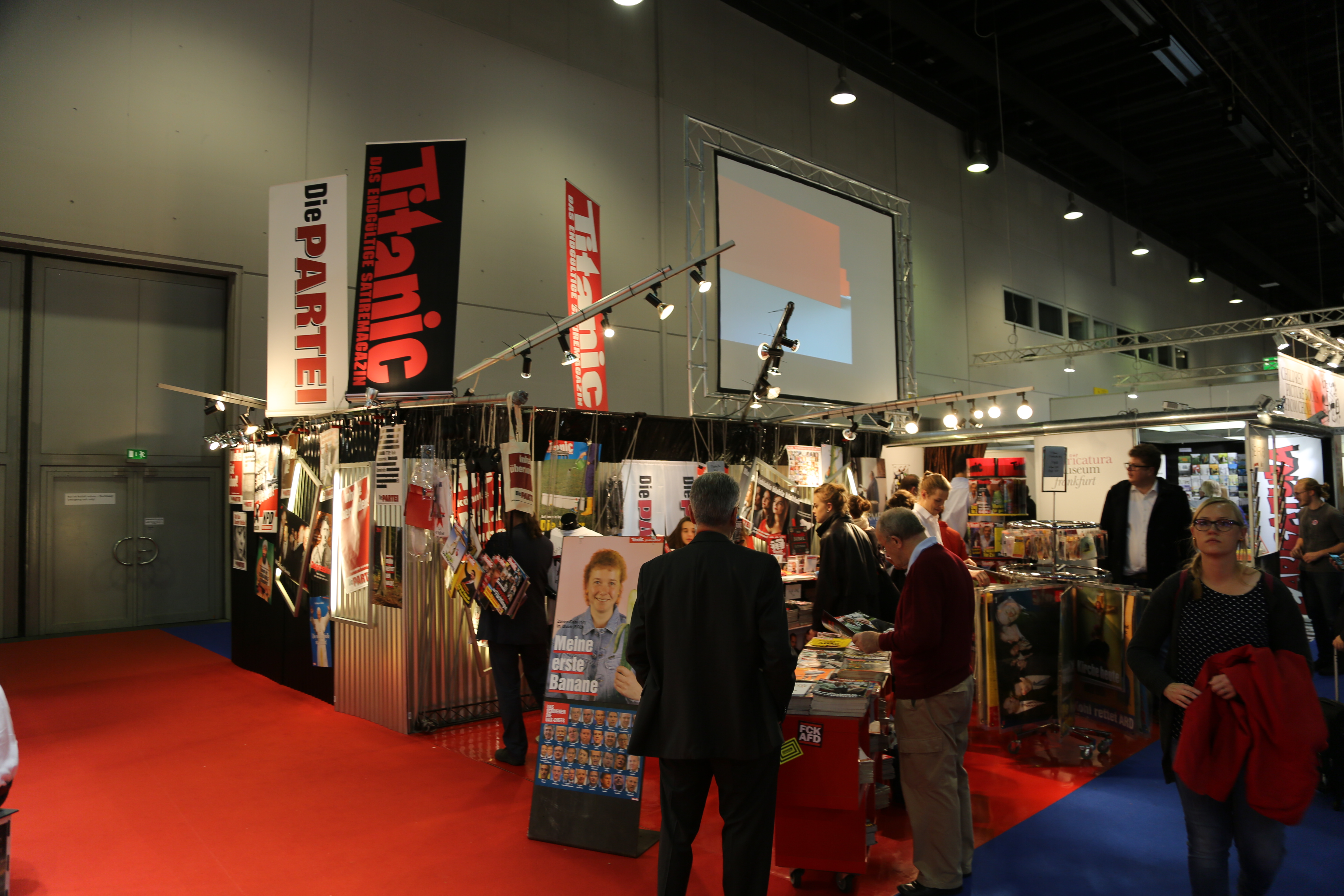
Stand auf der Frankfurter Buchmesse 2016, davor Aufsteller mit dem Zonen-Gaby-Titelbild

Einige Titelmotive sind weit über den Leserkreis der Titanic hinaus bekannt geworden und zieren heute Poster bzw. Postkarten. Ab den 1980er Jahren erschienen Titelbilder, die Kanzler Helmut Kohl als birnenförmig darstellten, etwa ein Titel mit der Überschrift „Birne muß Kanzler bleiben“. 1983 veröffentlichten die Titanic-Mitbegründer Hans Traxler und Pit Knorr, das Buch Birne – Das Buch zum Kanzler. „Birne“ wurde Schmähwort und karikaturistisches Symbol für Kohl. Große Bekanntheit erlangten das Foto einer jungen Frau, die stolz eine halb geschälte Salatgurke präsentiert (November 1989; „Zonen-Gaby (17) im Glück (BRD): Meine erste Banane“), das in ein Saddam-Hussein-Foto hineinmontierte Gesicht von Helmut Kohl (Mai 1991; „Endlich Ruhe in der Zone: Kohl setzt Giftgas ein“) oder das Bild des statt Uwe Barschel in einer Badewanne im Hotel Beau-Rivage liegenden grinsenden Björn Engholm nebst Gummiente (April 1993; „Sehr komisch, Herr Engholm!“). Für die Fotomontage mit Engholm in der Badewanne musste das Magazin 40.000 DM Schadensersatz an Engholm sowie weitere 190.000 DM an Anwalts- und Gerichtskosten bezahlen. Für das Titelbild der Oktoberausgabe 2006 „Kohls Mädchen packt aus – Ich mußte Kanzler zu ihm sagen“ wurde die Redaktion in der Rubrik „Cover des Jahres“ mit dem LeadAward 2007 in Bronze ausgezeichnet. Die Urkunde wurde von der Redaktion „aus Platzgründen“ bei eBay versteigert.

## Rechtsstreitigkeiten
Jedes Heft wird vor der Veröffentlichung von der Rechtsanwältin Gabriele Rittig überprüft. Die Titanic sah sich dennoch mit zahlreichen Strafanzeigen und Unterlassungsklagen konfrontiert. Bis 2012 wurden insgesamt 38 Ausgaben verboten, der Verlag war (Stand 2007) in 55 Gerichtsverfahren verwickelt. Erfolgreich klagten unter anderem Apple Deutschland, Johannes Rau, Friedrich Merz, Benjamin von Stuckrad-Barre, Gerhard Zwerenz, Evelyn Künneke, Hans-Joachim Kulenkampff und Björn Engholm. Die von Engholm erstrittene Schadensersatzzahlung und die Anwalts- und Gerichtskosten beliefen sich nach Gsellas Angaben auf rund 190.000 Mark und brachten die Titanic an den Rand der Insolvenz.
In der Juniausgabe des Jahres 1994 fingierte das Magazin eine Pressemitteilung von McDonald’s: Demnach würden die damals als Beigabe zur „Junior-Dino-Tüte“ angebotenen Figuren nach dem Film Jurassic Park von Figuren aus „einem weiteren beliebten Spielberg-Film“ abgelöst: Schindlers Liste. Das Gericht hieß „Happy Jew Menü“. Chefredakteur Zippert erklärte, die Redaktion habe damit „Verkitschungstendenzen des Holocausts“ zeigen wollen. Auf Antrag von McDonald’s verbot das Landgericht München den Vertrieb des Heftes und setzte den Streitwert auf 500.000 Mark fest.
Helmut Markwort scheiterte dagegen vor Gericht gegen Titanic, ebenso wie achtmal die römisch-katholische Kirche. Diese klagte bis 1998 viermal wegen Verunglimpfung des Papstes und dreimal wegen Religionsbeschimpfung, einmal fühlte sich der damalige Bischof von Fulda, Johannes Dyba, beleidigt.
Bis zum Bundesverfassungsgericht wurde die Klage eines querschnittgelähmten Reserveoffiziers der Bundeswehr auf Zahlung von Schmerzensgeld verhandelt. Dieser hatte erfolgreich durchgesetzt, zu einer Wehrübung einberufen zu werden und war in der Folge 1988 in zwei unterschiedlichen Ausgaben der Titanic zunächst in der Rubrik „Die sieben peinlichsten Persönlichkeiten“ mit dem Namenszusatz „geb. Mörder“, später dann in einem „Brief an die Leser“ als Krüppel angesprochen worden.
Ein langjähriger Mitarbeiter fasste seine Erfahrungen in der Titanic-Redaktion 1991 so zusammen:

„Wie ständige Mitarbeiter seit der Gründung des Satire-Journals im Jahr 1979 zur Genüge wissen, rennt da Kritik, Polemik nach rechts fast immer offene Türen ein – solche nach links (oder was immer sich dafür hält) hat dagegen und trotz aller bisherigen didaktischen Übungen der Redaktion mit Blindheit, Unverstand, Vorwürfen bis hin zum Verrats-Verdikt zu rechnen.“

2006 erwirkte der damalige SPD-Vorsitzende Kurt Beck eine einstweilige Verfügung gegen das Titelblatt der Ausgabe vom Juli 2006. Hier war sein Konterfei mit dem Untertitel „Problembär außer Rand und Band: Knallt die Bestie ab!“ abgebildet in Anspielung auf den zu dieser Zeit im Alpenraum gejagten „Problembären Bruno“. Nach dem Urteil des Landgericht Hamburg darf diese Ausgabe nicht mehr nachgedruckt werden; sie durfte jedoch noch verkauft werden, bis alle bereits ausgelieferten Bestände vergriffen waren.
Im April 2010 wies die Staatsanwaltschaft Frankfurt am Main 18 Strafanzeigen wegen Volksverhetzung und Beschimpfung von Bekenntnissen auf der Titelseite der Titanic-Ausgabe April 2010 ab. Es zeigt einen Priester in zweideutiger Pose vor einem Jesuskreuz.
Für das Titelbild und die letzte Seite der Juli-Ausgabe 2012 erging die Aufforderung zu einer Unterlassungserklärung durch die rechtliche Vertretung von Papst Benedikt XVI. Das Magazin hatte unter dem Titel „Halleluja im Vatikan – Die undichte Stelle ist gefunden!“ Indiskretionen im Vatikan (siehe „Vatileaks“) aufgegriffen und dazu zwei bearbeitete Fotos des Papstes gedruckt. Das Titelfoto zeigt den Papst von vorn in einer Soutane, die von Hüfthöhe abwärts mit gelber Flüssigkeit befleckt ist. Das zweite Foto – auf der Heftrückseite – zeigt ihn von hinten, wobei der Gesäßbereich braun befleckt ist. Das Landgericht Hamburg erließ daraufhin eine einstweilige Verfügung gegen Titanic, die weitere Verbreitung der Bilder zu unterlassen. Der Großteil der Kiosk-Ausgabe war zu diesem Zeitpunkt bereits verkauft. Die Titanic kündigte Rechtsmittel an. Am 30. August zog der Heilige Stuhl seinen Antrag auf eine einstweilige Verfügung gegen das Blatt zurück.
Im August 2016 ging der Mietwagenkonzern Sixt SE juristisch gegen das Titanic-Magazin vor. Hintergrund war ein Motiv in der Ausgabe, das im typischen Sixt-Look aufgemacht ist und ein Foto des zerschossenen Lastwagens des Anschlags von Nizza zeigt. Darunter steht der Titel: „Für alle, die gerne Menschen bewegen. (Günstige Mietwagen, auch in Nizza: sixt.de)“. Das Unternehmen forderte eine Unterlassungserklärung seitens des Titanic-Magazins, welches diese auch unterschrieb.
Wegen einer Zeichnung, die Sebastian Kurz – im Oktober 2017 noch Österreichs Außenminister – im Fadenkreuz zeigt, versehen mit dem Schriftzug „Endlich möglich: Baby-Hitler töten!“, ersuchte das österreichische Landesamt für Verfassungsschutz und Terrorismusbekämpfung im Januar 2018 die deutsche Staatsanwaltschaft Berlin um Verfolgung.

## Online-Ausgabe
2001 wurde eine Onlinepräsenz eingeführt. Auf der Website des Magazins werden täglich kurze Texte, Cartoons und Bildwitze, zuweilen auch Videos veröffentlicht, die häufig auf tagesaktuelle Themen Bezug nehmen. Auch ausgewählte Inhalte der Printausgaben sind dort zu finden. Verantwortlich für die Online-Ausgabe ist nach Oliver Nagel, Tim Wolff, Torsten Gaitzsch und Moritz Hürtgen seit Anfang 2019 der Redakteur Fabian Lichter.
Anlässlich seines 30-jährigen Jubiläums stellte das Magazin 2009 allmonatlich parallel zum neuen Heft eine historische Ausgabe kostenlos als PDF-Datei online.

## Sonstiges
Kurz nach der Entscheidung für den endgültigen Namen der neuen Währung Euro erfand Titanic den Begriff „Teuro“, der später von vielen Medien übernommen wurde und sich nach der Euro-Bargeldeinführung zu einem geflügelten Wort entwickelte.
Nach dem Anschlag auf die französische Satirezeitschrift Charlie Hebdo am 7. Januar 2015 reagierte die Redaktion mit dem Liveticker in eigener Sache und dem Beitrag Es lebe der Witz zur Bedeutung von Komik und Witz.
Die Titanic hielt nach der Rechtschreibreform von 1996 konsequent an der Rechtschreibung von 1903 fest.

### Heft
- Titanic: Das endgültige Satiremagazin. Titanic Verlag, Berlin 1979 ff.

### Sonder-/Jubiläumsausgaben
- Hans Zippert (Hrsg.): Genschman war Engholms Lutscher bei Thomas Gottschalk: Die besten Titanic-Satiren aus 7 Jahren. Espresso Verlag, 1995. ISBN 978-3-88520-568-5.
- Peter Knorr et al. (Hrsg.): Titanic – das Beste aus 20 Jahren: Endgültige Satire für Deutschland. Elefanten Press, Berlin 1999, ISBN 978-3-88520-772-6.
- Oliver Maria Schmitt et al. (Hrsg.): Titanic – das totale Promimassaker: Die endgültige People-Bibel. Rowohlt Verlag, Berlin 2011, ISBN 978-3-87134-724-5.
- Peter Knorr, Oliver Maria Schmitt, Martin Sonneborn, Mark-Stefan Tietze, Hans Zippert (Hrsg.): Titanic. Das endgültige Satirebuch. Das Erstbeste aus 30 Jahren. Rowohlt Verlag, Berlin 2012, ISBN 978-3-87134-747-4.
- Leo Fischer et al. (Hrsg.) Die Titanic-Bibel: Segen, Sünden, Sauereien: Der Weltbestseller erstmals unzensiert! Rowohlt Verlag, Berlin 2013, ISBN 978-3-87134-766-5.
- Thomas Gsella, Martin Sonneborn, Oliver Maria Schmitt: Titanic Boy Group Greatest Hits: 20 Jahre Krawall für Deutschland. Rowohlt Verlag, Berlin 2015, ISBN 978-3-87134-818-1.
- Hardy Burmeir et al. (Hrsg.): Titanic – Das endgültige Titel-Buch: 40 Jahre nur verarscht!. Kunstmann, München 2019, ISBN 978-3-95614-330-4.

### Sonderausgaben bestimmter Rubriken
- Mark-Stefan Tietze (Hg.): Vom Fachmann für Kenner: Lebenshilfe von Titanic. Rowohlt, Hamburg 2005. ISBN 978-3-499-62033-1.
- Rattelschneck et al.: Hier lacht der Betrachter. Lappan, Oldenberg 2005, ISBN 978-3-8303-3116-2.
- Martin Sonneborn, Benjamin Schiffner: Quatsch: Und mehr (Rubrik: Partner Titanic). Kiwi, Köln 2012, ISBN 978-3-462-04475-1.
- Hauck & Bauer et al.: Hier lacht der Betrachter. Kiwi, Köln 2015, ISBN 978-3-462-04730-1.
- Tim Wolff et al. (Hrsg.): Die erste und endgültige Chronik des 21. Jahrhunderts (Inhalte der Titanic-Website). Kiwi, Köln 2017, ISBN 978-3-462-05055-4.

### Audio
- Peter Knorr et al. (Hg.): 40 Jahre TITANIC – Der endgültige Satire-Soundtrack (5 CDs). WortArt 2019, ISBN 978-3-8371-4857-2.
- Peter Knorr et al. (Hg.): 40 Jahre TITANIC – Der endgültige Satire-Soundtrack (3 CDs). Random House Audio 2019, ISBN 978-3-8371-4857-2.